# Villa Maipú
Villa Maipú è una città dell'Argentina, nella provincia di Buenos Aires, situata nel partido di General San Martín, che conta 24.447 abitanti.
A Villa Maipú si trova lo stadio del Club Atlético Chacarita Juniors.

## Geografia fisica
Villa Maipú fa parte della Grande Buenos Aires.